# Ton autre chemin
Ton autre chemin (укр. Ваш інший шлях) — пісня Жана-Жака Гольдмана, записана в 1983 році. Увійшла до третього студійного альбому «Positif».

## Про пісню
Гітарно-фортепіанна композиція «Ton autre chemin» має характерні поп-рокові елементи тогочасся (найтриваліший музичний твір автора). Спорадичну темпову вокальну партію Жан-Жак супроводжує експресивним награванням електро-гітари на фоні емоційного авторського речитативу та вокально-хоровим заспівом приспіву в пісні. Пісню переспівували: і сам автор, й інші французькі виконавці.

## Фрагмент пісні
Фрагмент пісні (останній куплет і приспів):
...

Dis-moi tes signes et dis-moi ton langage

Les horizons des barreaux de ta cage

Vois-tu le blanc, le bleu-ciel et le rose

Que vois-tu quand tes paupières se closent

Et puis, me voilà, te parlant de ma vie

De son niveau, ses ennuis, ses envies

Sa course vaine et mon manque d'amis

A tes yeux vides, ton absence ahurie

Montre-moi ton autre chemin

Montre-moi ton autre chemin

Montre-moi ton autre chemin

Décris-moi ton autre chemin